# Domki i studnie

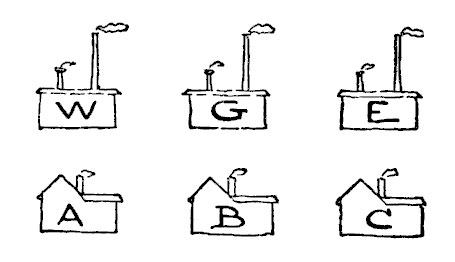
Ilustracja zagadki z książki Amusements in mathematics

Domki i studnie  – zagadka matematyczna, której współczesna wersja może mieć następujące brzmienie:

Na kartce (płaszczyźnie) są 3 domki i 3 firmy (doprowadzające wodę, prąd i gaz). Bez użycia trzeciego wymiaru i bez przechodzenia przez domki ani przez firmy, doprowadź wodę, prąd i gaz do każdego domku, tak aby linie się nie przecięły.

Formalnie łamigłówka odpowiada na pytanie czy pełny graf dwudzielny {\displaystyle K_{3,3}} jest płaski .

## Historia
Przegląd historii zagadki podał David E. Kullman w 1979 stwierdzając, że większość publikacji na temat tego problemu określa go jako „starożytny”. Najwcześniejszą wersję, którą odnalazł Kullman, opublikował Henry Ernest Dudeney w 1917 . Tę samą zagadkę Dudeney opublikował wcześniej w 1913 w The Strand Magazine podkreślając, że jest ona bardzo stara, lecz ją uwspółcześnił dzięki zastosowaniu „wody, gazu i elektryczności” .
W innych starych wersjach zagadki należało wytyczyć ścieżki od trzech domów do trzech studni, kościoła, knajpy i studni lub gołębnika, studni i brogu.
Zagadka stała się motywacją w teorii grafów nad wprowadzeniem pojęcia grafu planarnego.

## Rozwiązanie

Graf

Nie istnieje rozwiązanie pozwalające na wyznaczenie dziewięciu połączeń, w którym linie by się nie przecinały . Treść zagadki sprowadza się do utworzenia pełnego dwudzielnego grafu {\displaystyle K_{3,3}} . Dowód nierozwiązywalności zagadki sprowadza się do wykazania, że {\displaystyle K_{3,3}} nie jest planarny . Ów graf wraz z {\displaystyle K_{5}} są elementarnymi grafami nieplanarnymi . W 1930 Kazimierz Kuratowski opublikował twierdzenie, w którym stwierdził, że graf jest planarny jeśli nie zawiera w sobie {\displaystyle K_{3,3}} lub {\displaystyle K_{5}} .

## Inne powierzchnie
Możliwość rozrysowania grafu bez przecięć zależy od rozmaitości topologicznej, na której jest on umieszczany . Takim przykładem jest torus, na którym graf {\displaystyle K_{3,3}} można narysować bez przecinających się linii .

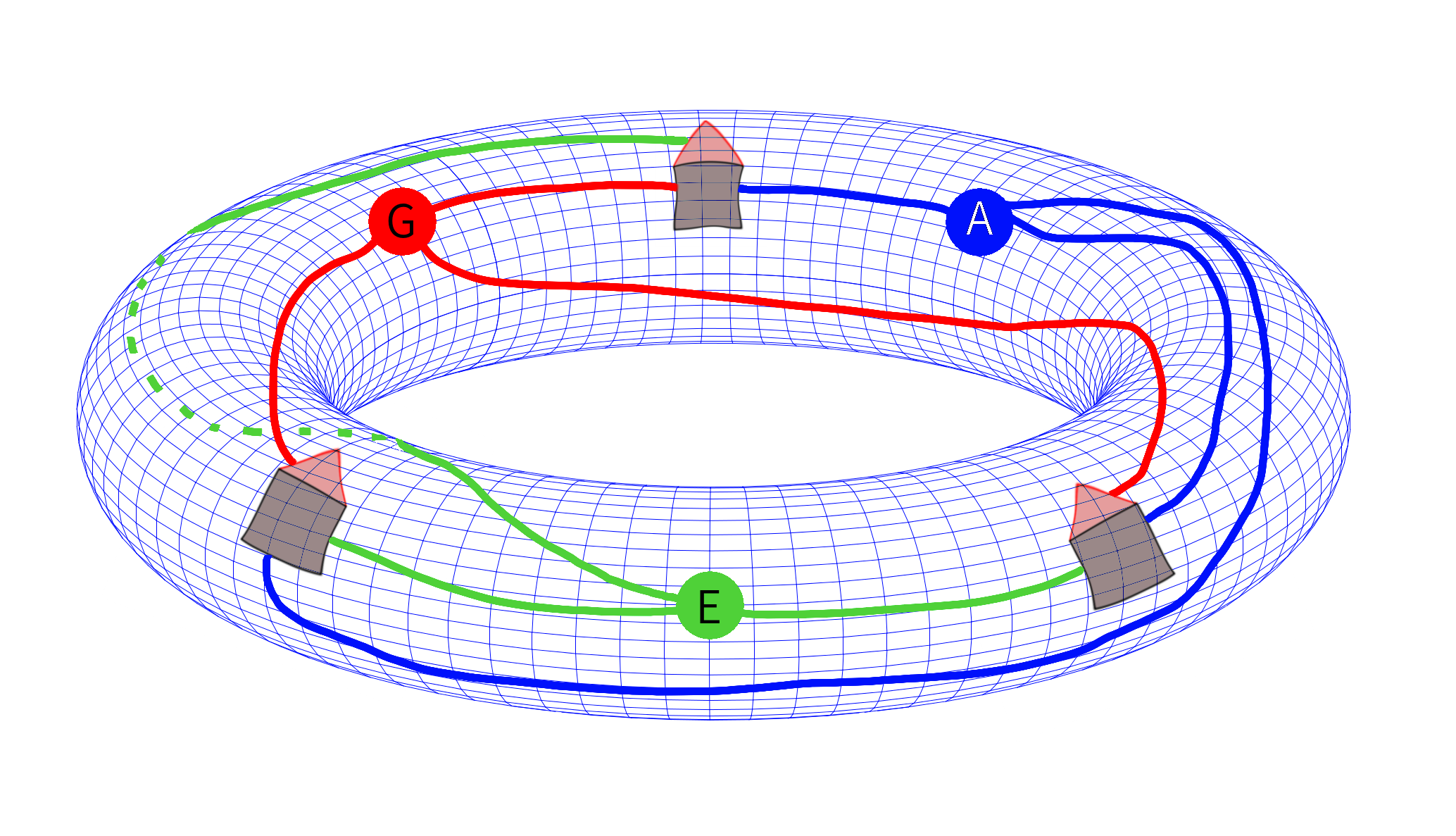
Rozwiązanie zagadki na torusie